# ليسيتار
ليسيتار Licitars (بالكرواتية: licitarska srca)‏; (بالسلوفينية: lectova srca)‏ عبارة عن حلوى من البسكويت المزخرف بألوان زاهية وجميلة مصنوع من عجينة العسل التي تعد جزء من التراث الثقافي لكرواتيا وسلوفينيا. وهي رمز تقليدي للعاصمة الكرواتية زغرب. يتم استخدامها كهدية زينة، وغالبًا ما يتم تقديمها في احتفالات الحب مثل حفلات الزفاف وعيد الحب.  في وقت عيد الميلاد، تتزين مدينة زغرب وشجرة عيد الميلاد في الساحة الرئيسية على وجه الخصوص بآلاف قلوب الليسيتار.

## اليونسكو
عام 2010 قامت منظمة اليونسكو باضافة حرفة خبز الزنجبيل من شمال كرواتيا إلى "القائمة التمثيلية للتراث الثقافي غير المادي" للثقافة الكرواتية. 

## التاريخ والتقاليد
يعود تقليد صنع وإعطاء الليسيتار إلى القرن السادس عشر. كان صانعو الليسيتار المعروفون باسم Medičari، يحظى بتقدير كبير في المجتمع، وكان الليسيتار الخاص بهم مطلوب بشدة (كان الليسيتار أكثر عاطفية من تقديم باقة من الورود). وحتى اليوم، لا يزال هذا التقليد حيًا من قبل قلة مختارة ممن يطمحون إلى هذا الفن في سرية عائلية، ولم تتغير أساليب إنتاجهم إلا نادرًا. لا يزال صنع الليسيتار واحد يستغرق أكثر من شهر.

أصبحت الليسيتار مشهورة بسبب بيعها في مزارات مريم العذراء في Marija Bistrica (بالقرب من زغرب) حيث زار الحجاج القديسة Marija Bistrica في عيد الفصح أو عيد القديسة مارغريت. على الرغم من أنها ليست رمز ديني، إلا أنه غالبًا ما يتم شراؤها لأخذها إلى المنزل كتذكير برحلتهم الطويلة والشاقة أحيانًا إلى زاغوريه. وكان شكل الليسيتار البسيط وألوانها وزخارفها الجذابة بمثابة تذكار رائع لإظهارها لعائلاتهم وجيرانهم عند عودتهم.

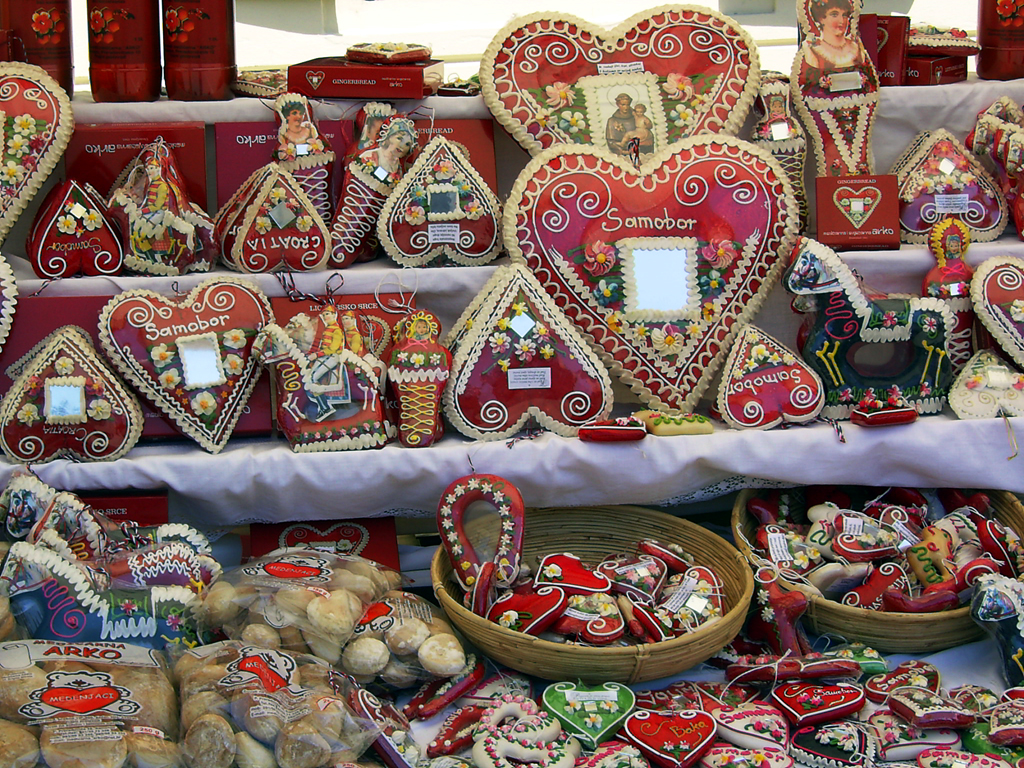
قلوب ليسيتار في ساموبور

## المكونات والتحضير
يتم صنع الليسيتار باستخدام المكونات والأساليب والتفاني التقليدي. مكوناتها بسيطة (عسل، دقيق، بيض، ماء وألوان طبيعية) لكن تحضيرها يحتاج فترة طويلة. تنضج العجينة لعدة أيام، ثم تشكل وتخبز وتترك لمدة أسبوعين حتى تجف. التلوين هو الخطوة التالية التي يتم بعدها تركها لتجف مرة أخرى لمدة أسبوعين. بمجرد جفافها، يتم تزيينها أخيرًا وتترك لتجف مرة أخرى لمدة أسبوع.

تقليديًا، يتم تصنيع الليسيتار بشكل يدوي بنسبة 100٪ وعادة ما يتم تزيينه بمخطط دوار وزهور صغيرة وأحيانًا مرآة صغيرة. نظرًا لأنها مصنوعة من عجينة العسل والمنتجات الطبيعية، فيمكن أن تكون صالحة للأكل قبل إجراء بعض الزخارف. غالبًا ما يُشار إلى الليسيتار بشكل خاطئ على أنه خبز الزنجبيل، على الرغم من أنه لا يحتوي فعليًا على الزنجبيل.

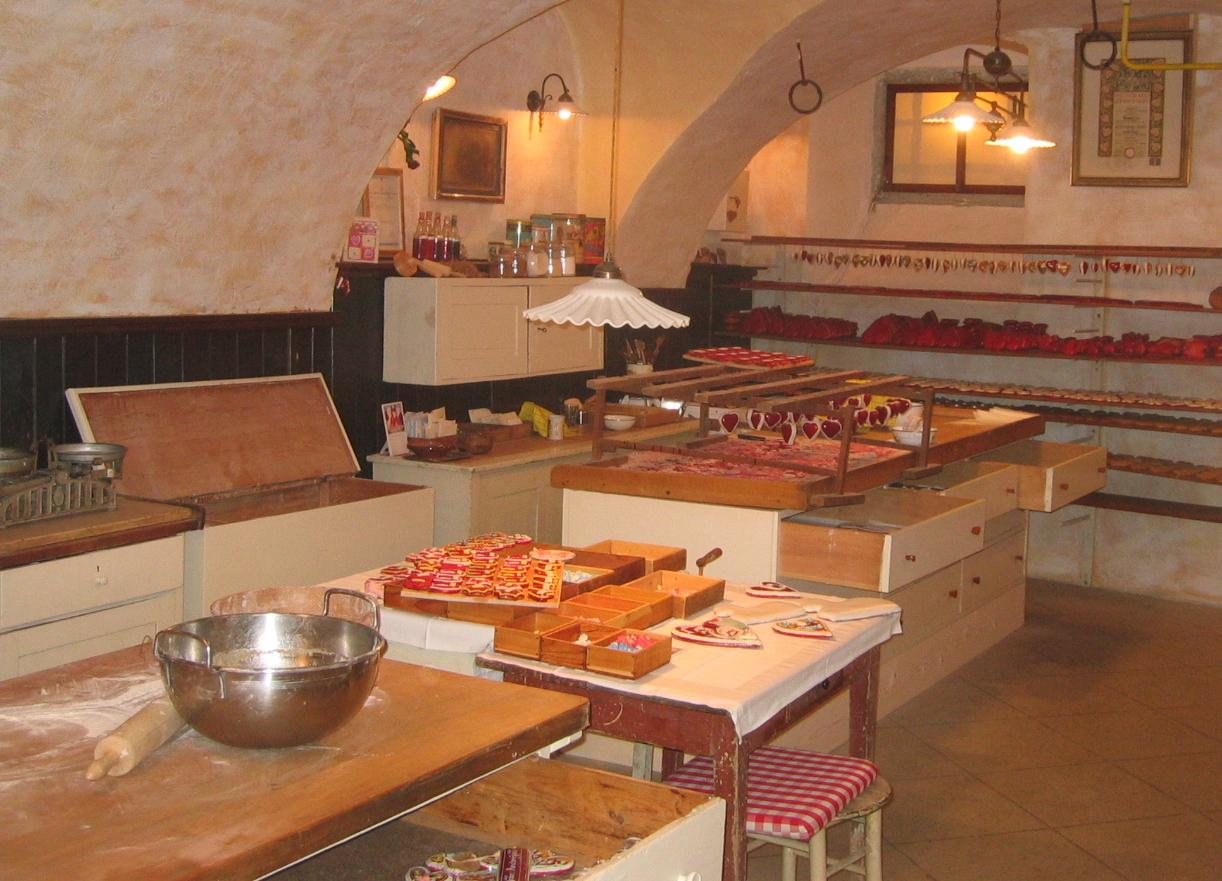
مشغل لتحضير ليسيتار في رادوفلجيكا، سلوفينيا

## الاستخدامات الحديثة
حاليا تعد الليسيتار من الهدايا التذكارية الكرواتية والسلوفينية التقليدية، ويمكن العثور عليها في جميع المطارات في كرواتيا وسلوفينيا وفي العديد من متاجر الهدايا السياحية)، وزينة شجرة عيد الميلاد، وتزيين الزفاف للضيوف، وهدايا الأعمال، والعديد من أغراض الزينة الأخرى، ولا تزال تستخدم حتى الآن. تعطى كوسيلة لإظهار العاطفة لمن تحبهم.

## معرض الصور

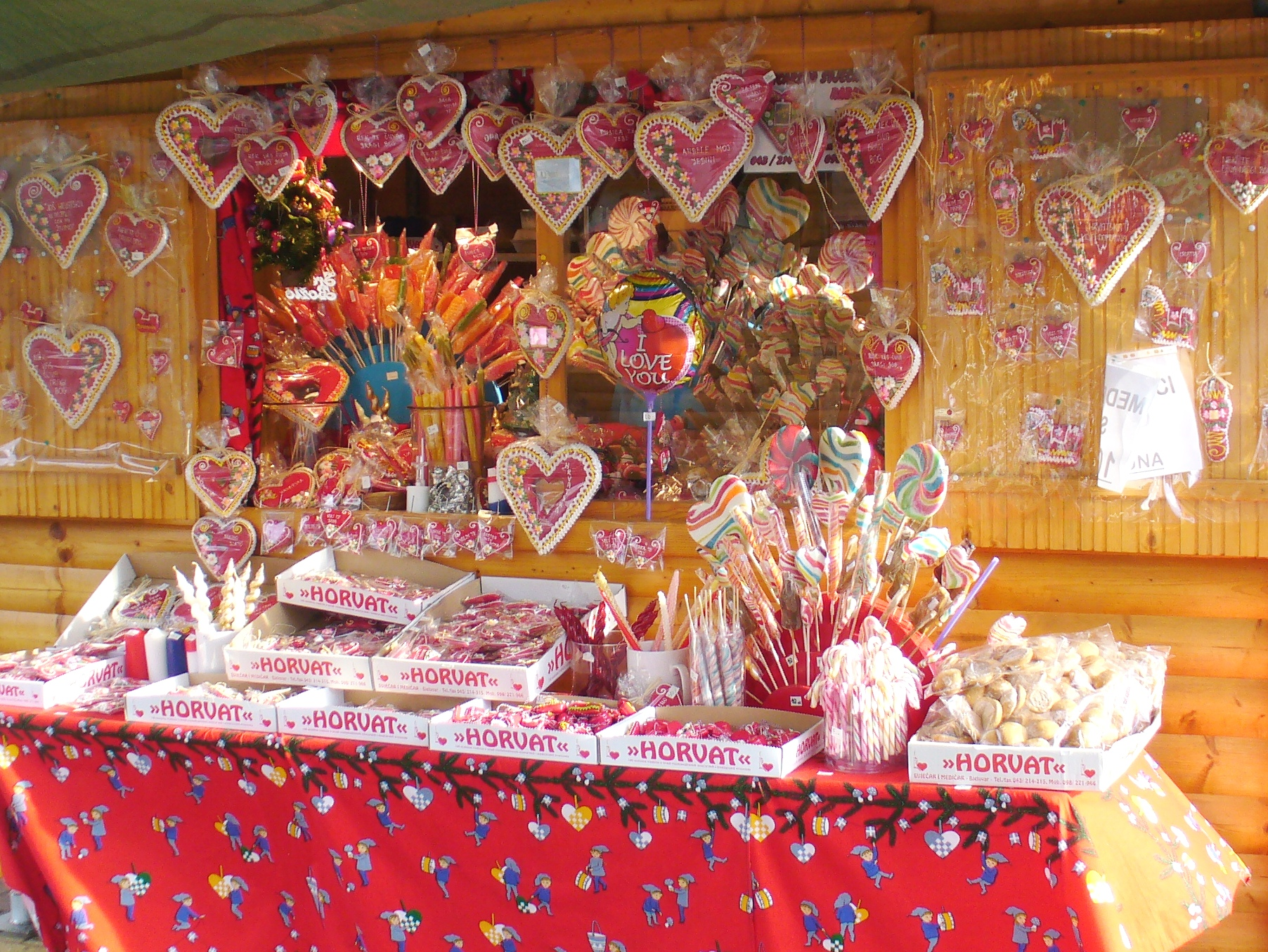
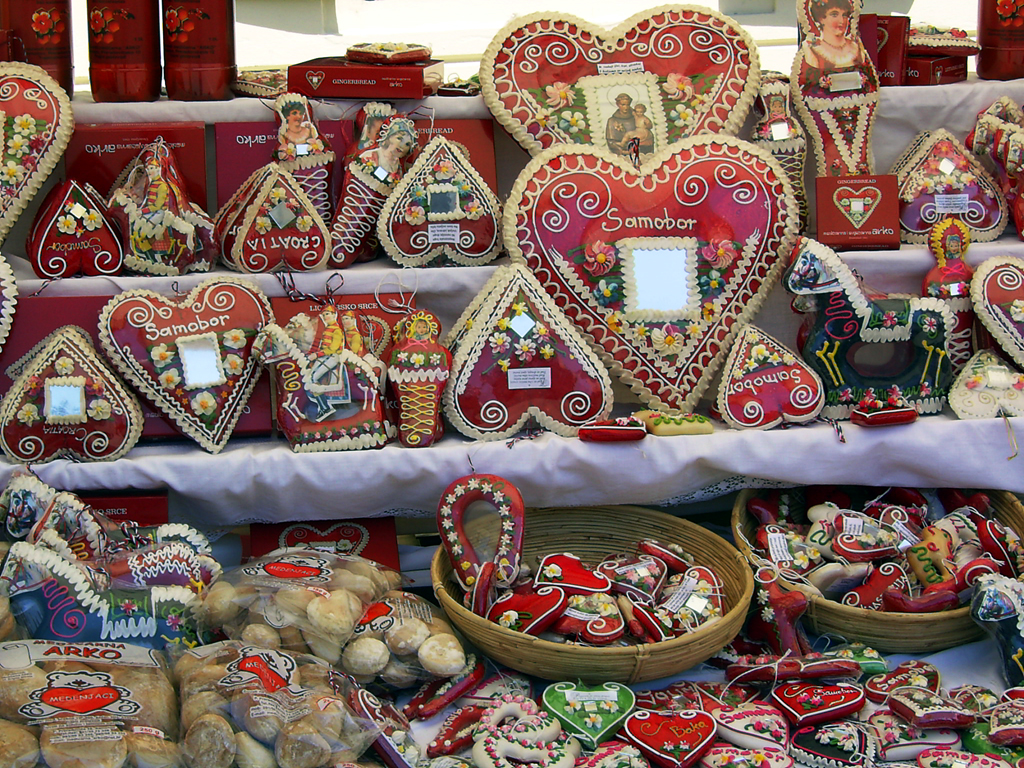
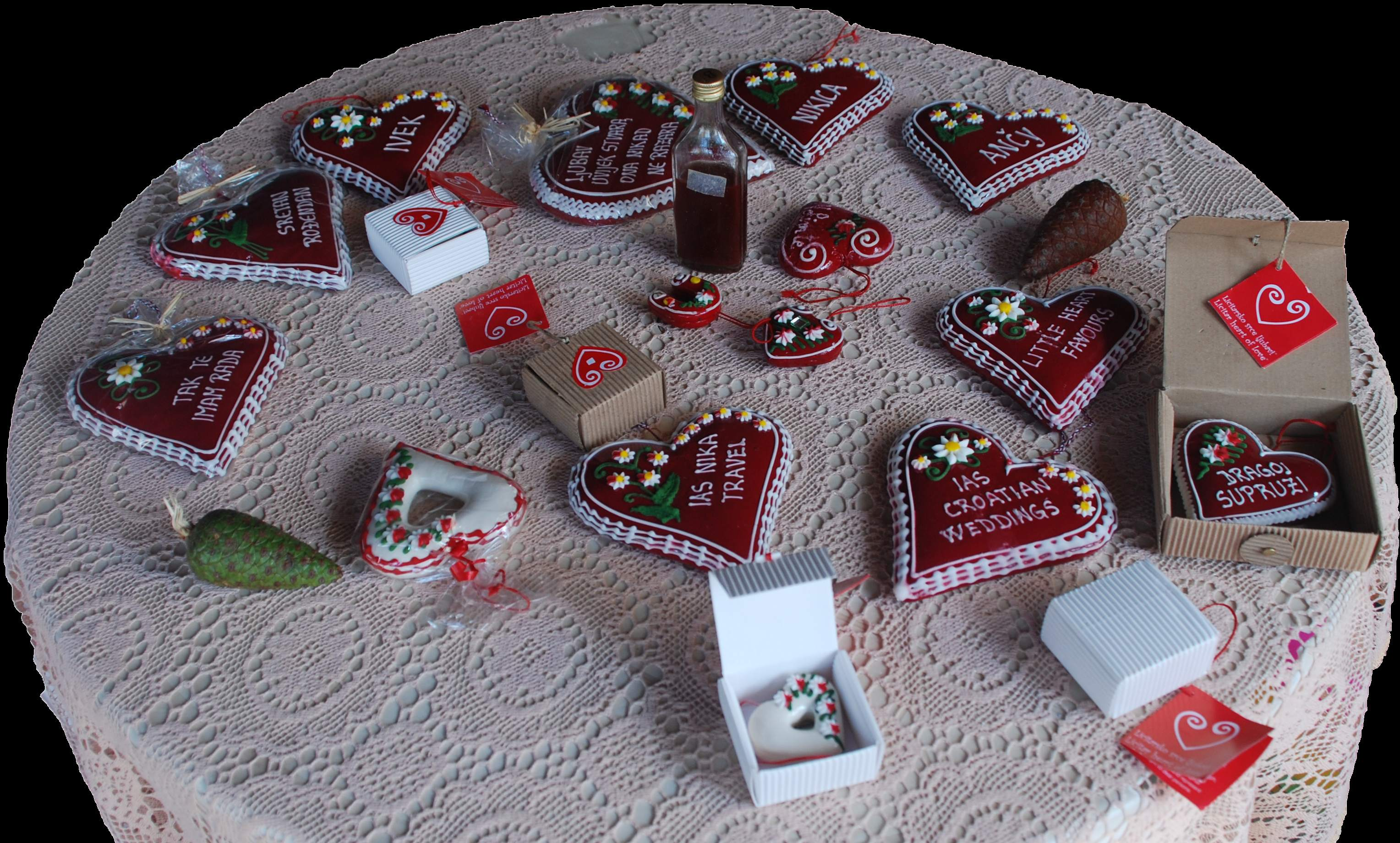
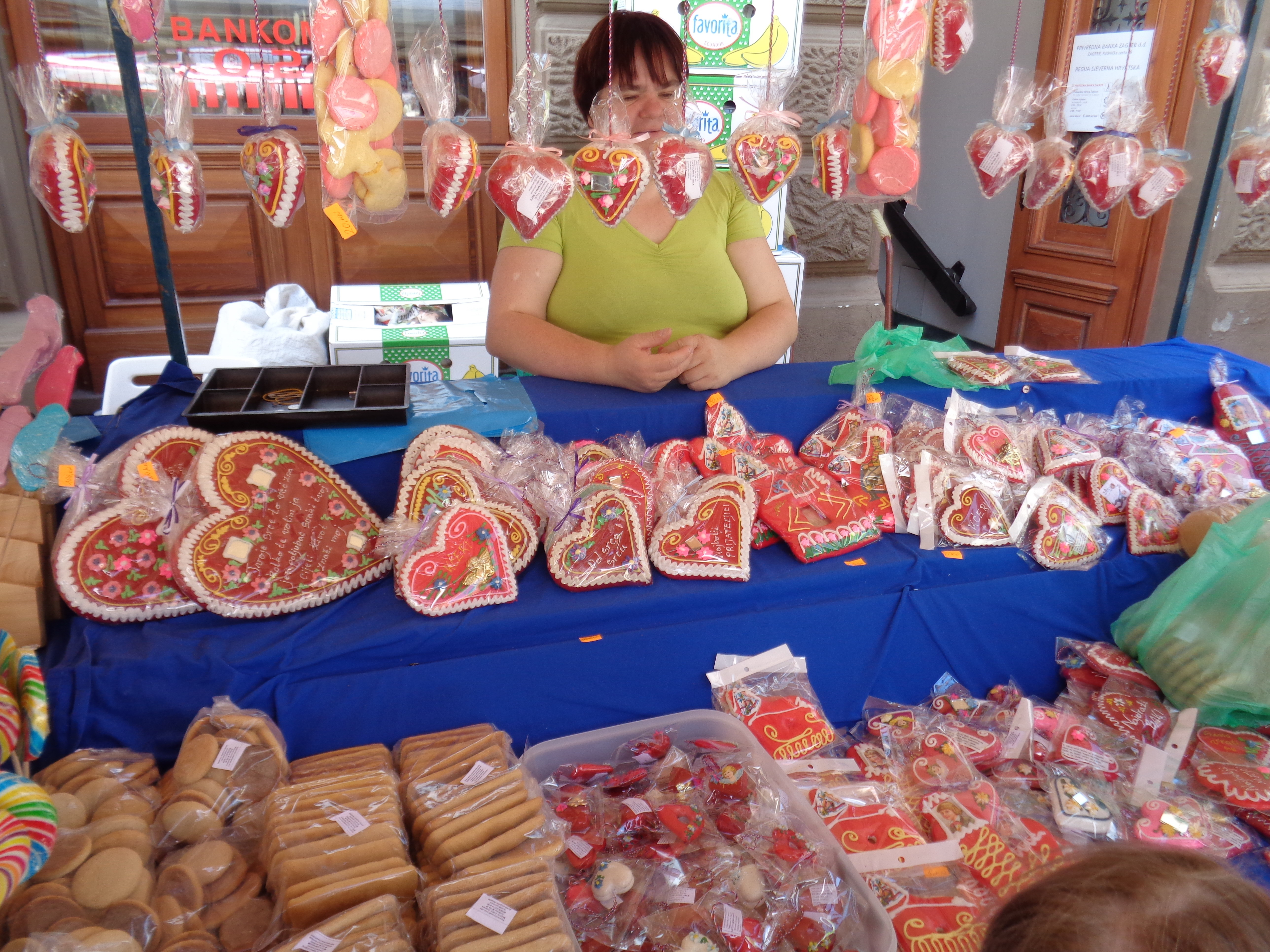
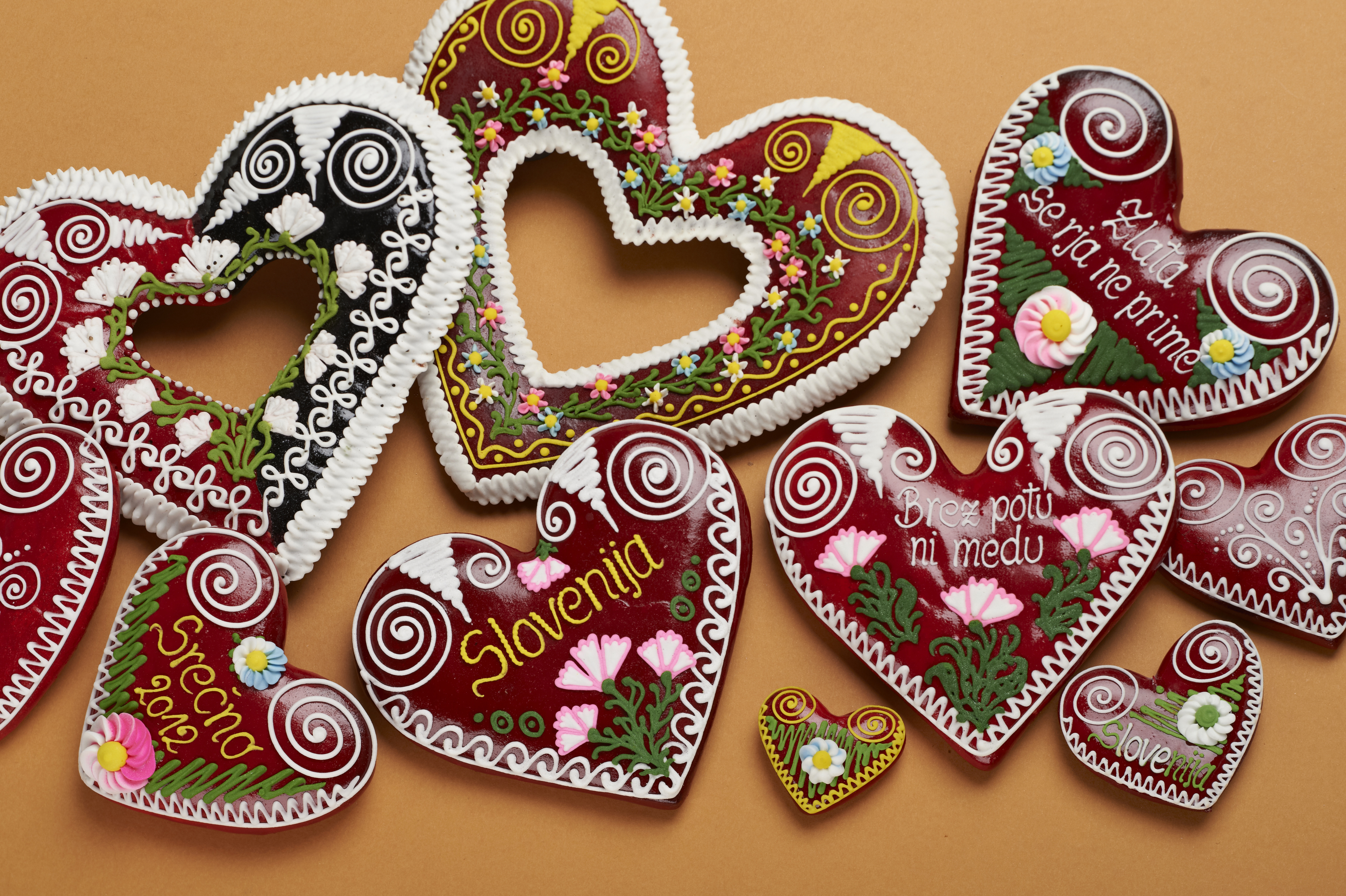
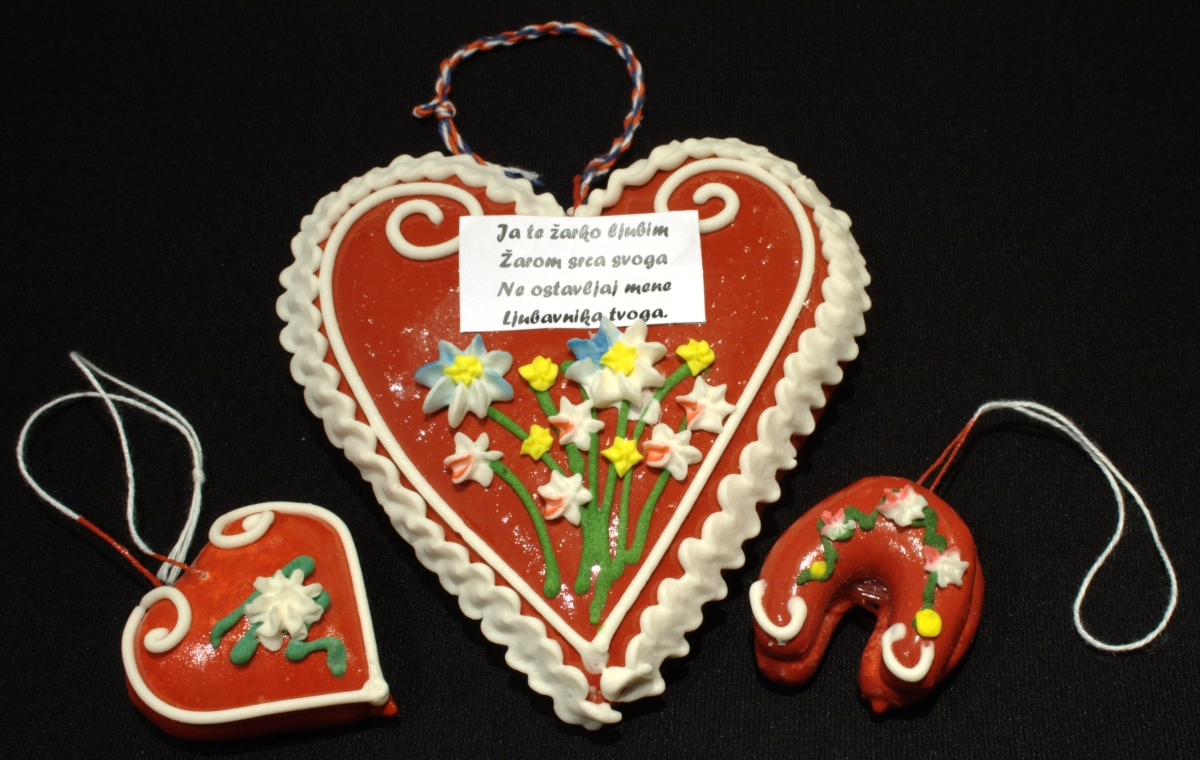
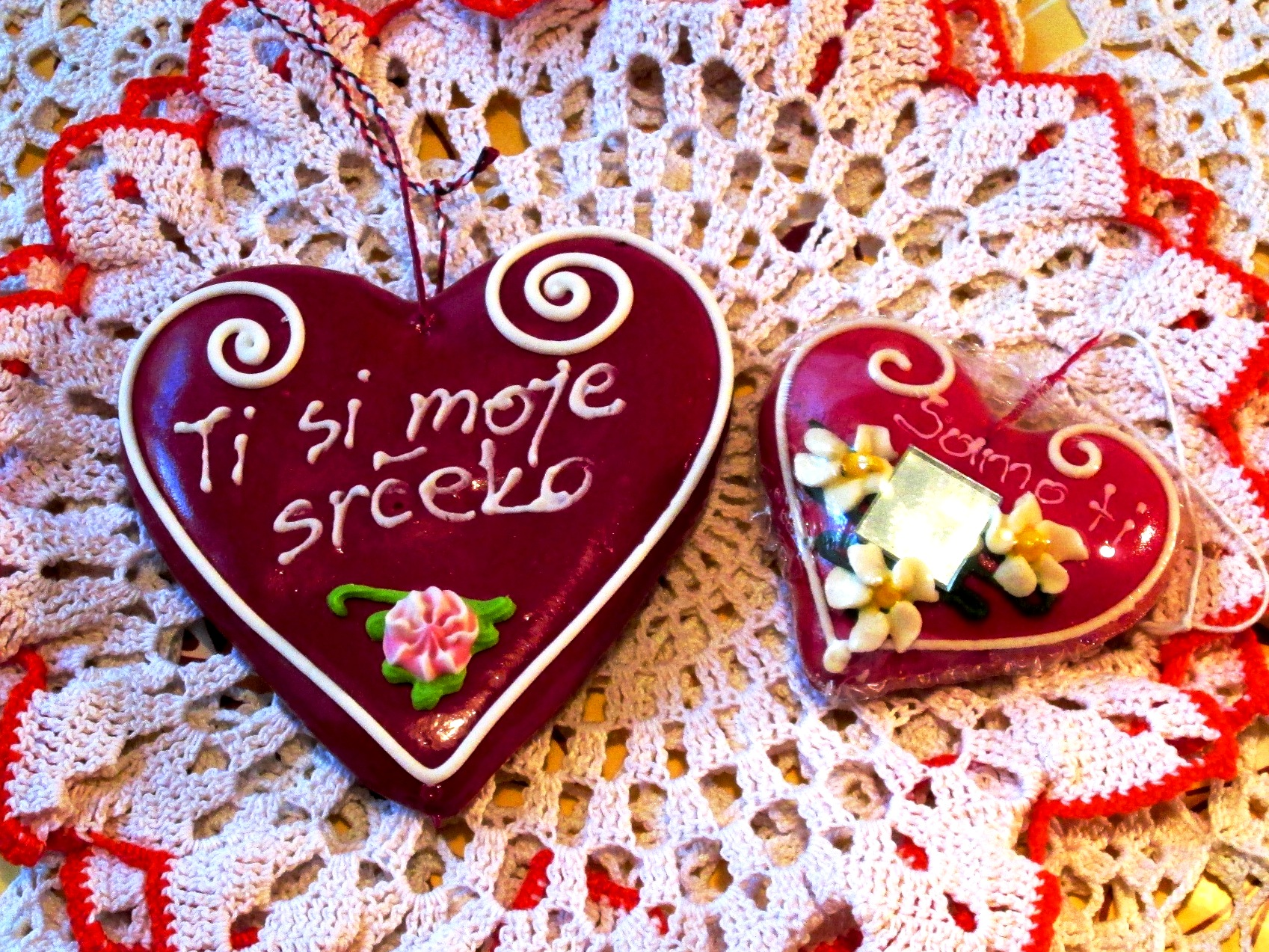
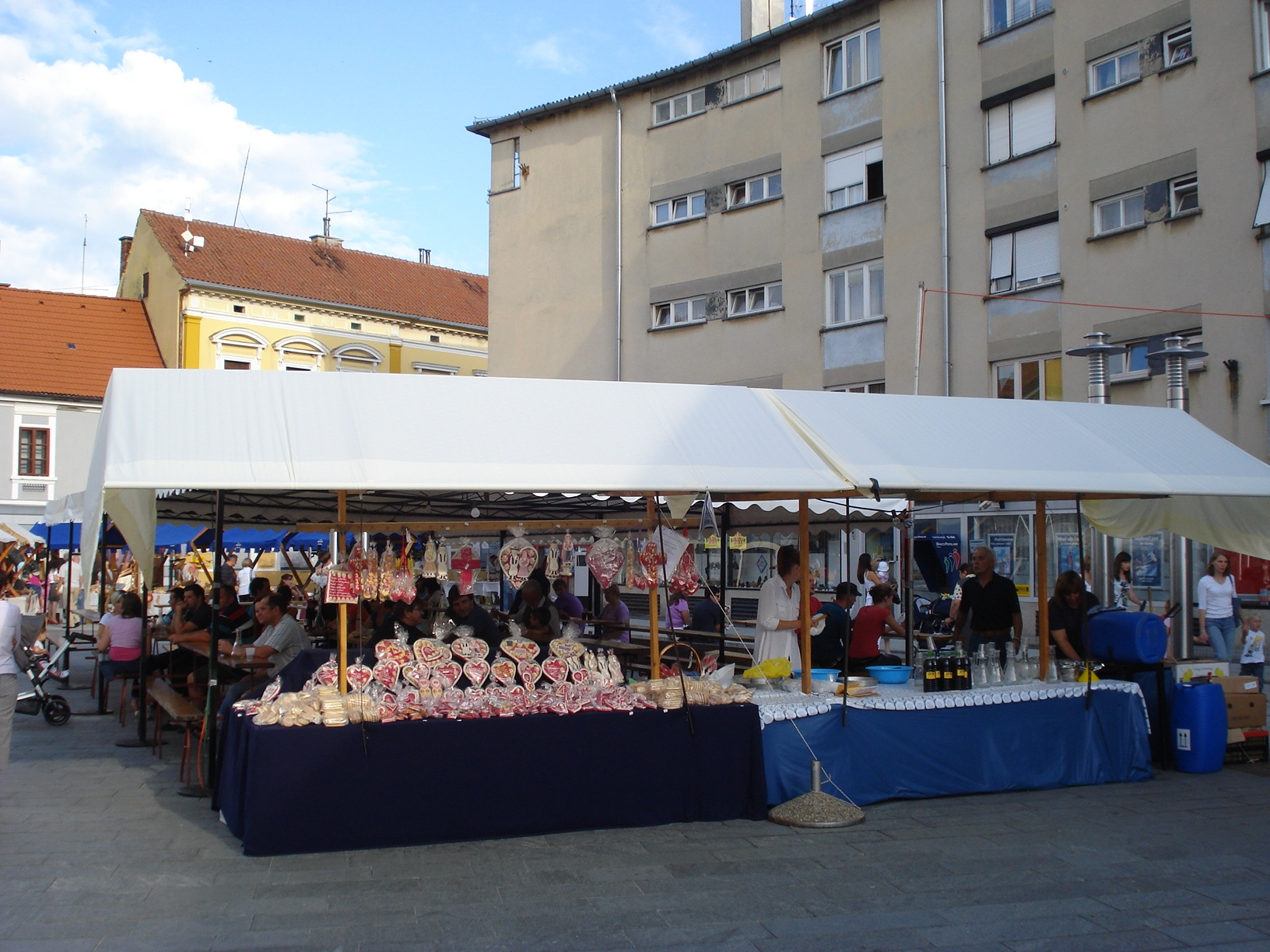
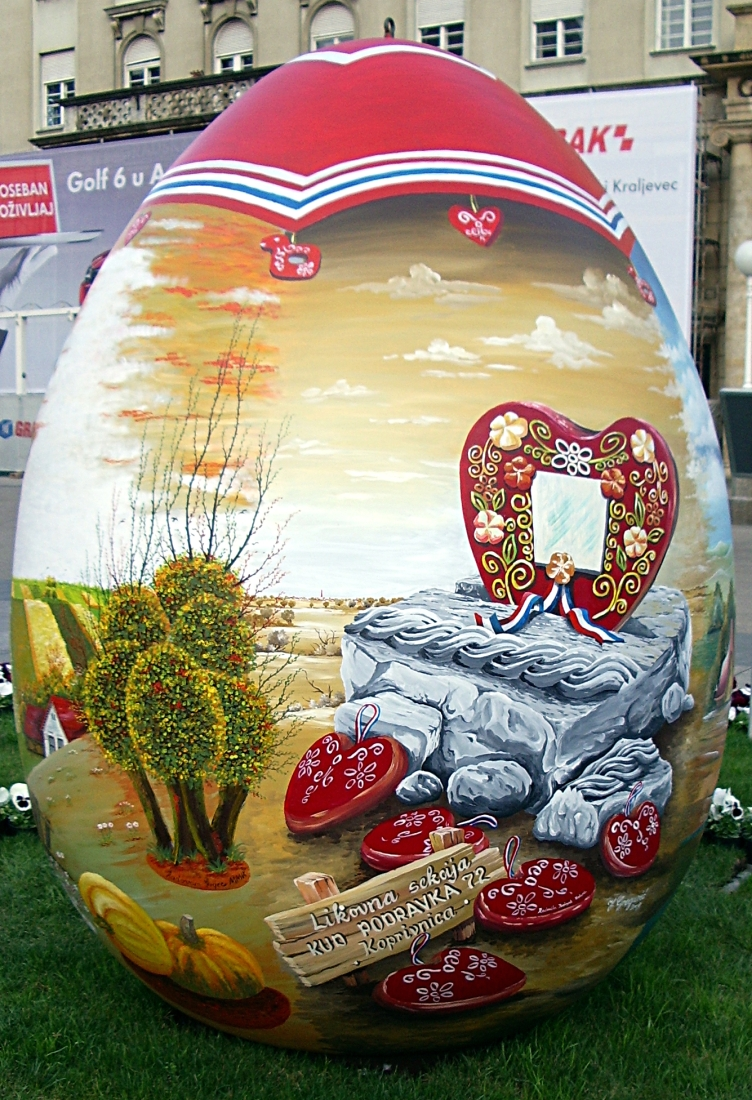
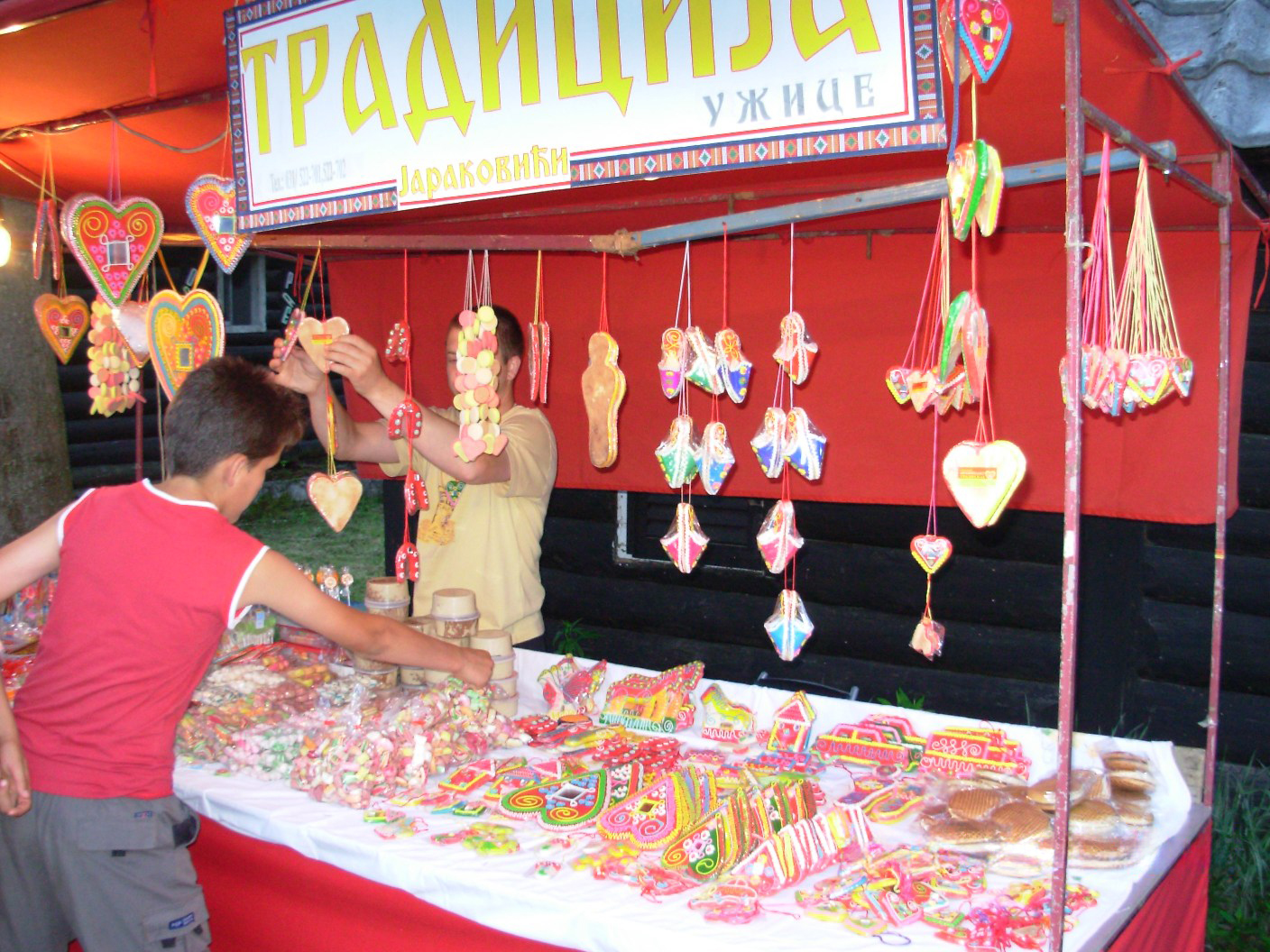
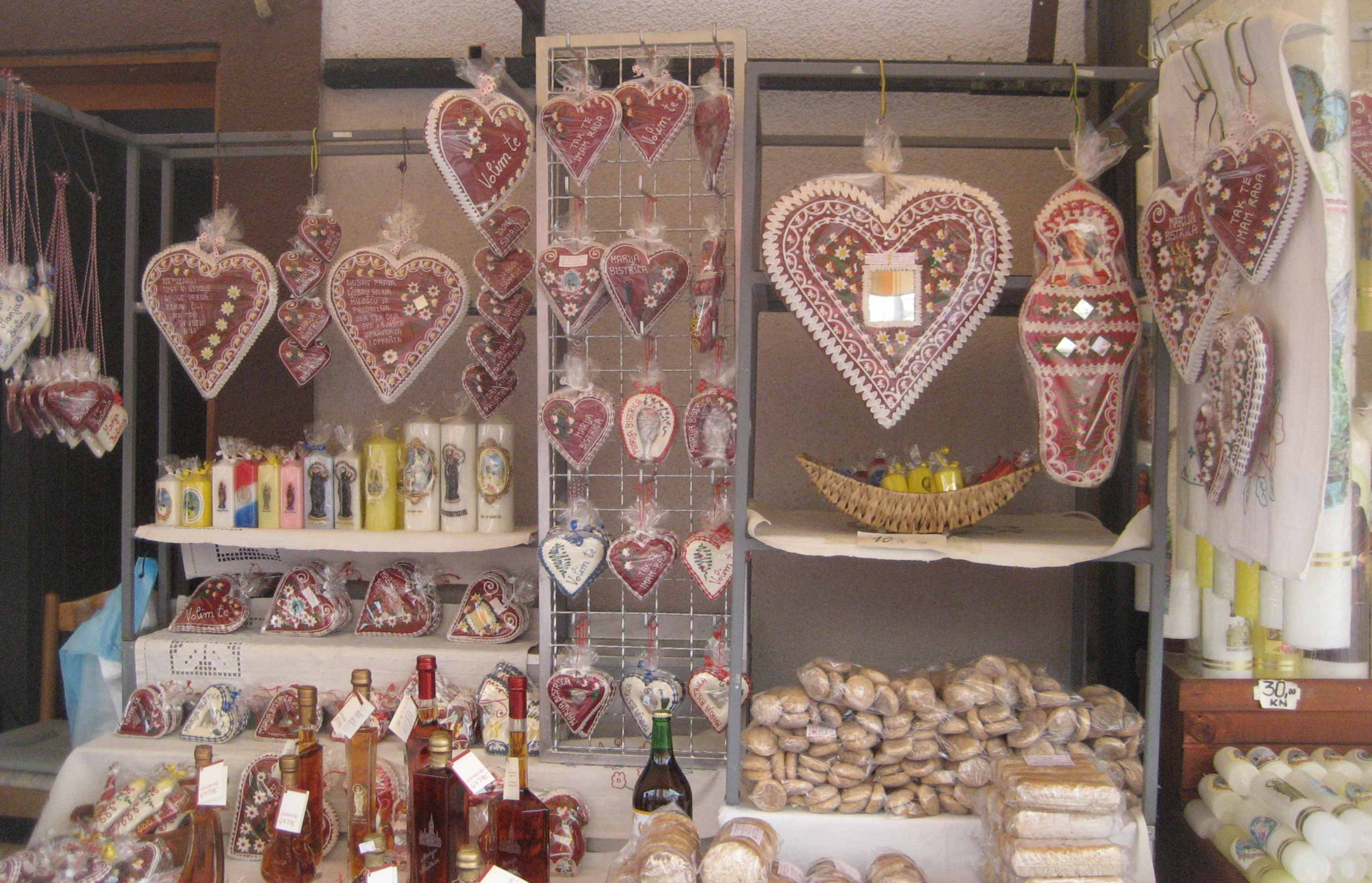
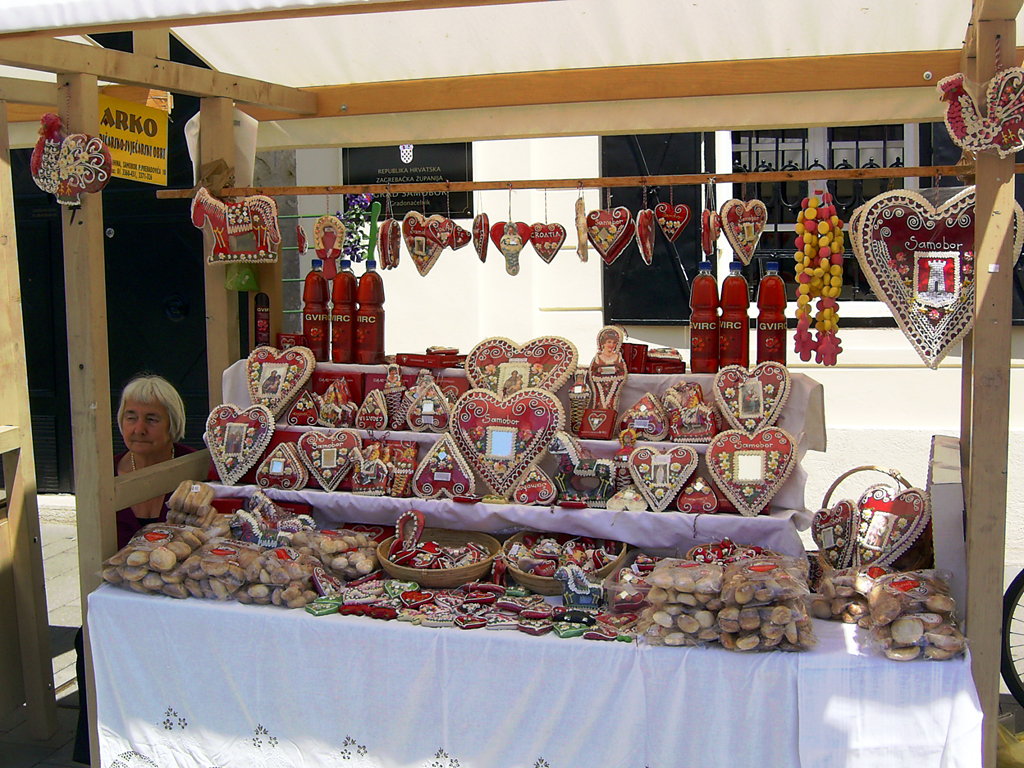

## أنظر أيضا
- ثقافة كرواتيا
- ثقافة سلوفينيا
- ليبكوتشن

## روابط خارجية
- www.licitarheart.com
- وصفة الليسيتار